# Burg Gladbach
Die Burg Gladbach steht in Gladbach, einem Ortsteil der Gemeinde Vettweiß im Kreis Düren, Nordrhein-Westfalen, direkt am Neffelbach.
Das Geschlecht derer von Gladbach wird bereits 1102 erwähnt. Diese Familie ist mit den Grafen von Jülich verwandt und trug Burg und Herrschaft von ihnen zu Lehen. Durch verschiedene Erbschaften kam sie 1373 an Maria von Kronenburg. Nach weiteren Besitzerwechseln kamen die Wasserburg und Herrschaft an die Familie von Palant. Das Geschlecht erlosch in Gladbach 1725 im Mannesstamm. Franz Kaspar von Hillesheim wurde der Nachfolger.
1688 kam es zu einem Großbrand auf der Burg. 1715 wurde mit dem Neubau der Hauptburg auf den mittelalterlichen Fundamenten begonnen. Bei dem barocken Neubau handelte es sich um eine vierflügelige Anlage, die einen länglichen Hof umschloss. Mit dem Neubau der Vorburg begann Franz Kaspar von Hillesheim 1741. Die Vorburg ist vierflügelig mit einem Torbau an der Südseite.
Die Herrschaft wurde nach dem Tode derer von Hillesheim 1786 eingezogen. 1806 wurde die Burg erneut verkauft. Die Familien von Coudenhove und Heider waren nacheinander Besitzer. Francois de Larchet de Chamont, der damalige französische Stadtkommandant von Jülich, wurde um 1813 Burgherr. Er baute die Hauptburg 1823 in eine dreiflügelige Anlage um und legte den Seitenflügeln halbrunde Abschlüsse vor. Nach seinem Tode erbte die Tochter das Anwesen. Sie verkaufte es an Joseph Rey. Danach wurden Heinrich Bollig, Karl Bessenich und 1930 Karl Sieger Eigentümer. Im November 1952 stirbt hier Ludwig Sieger.
Joseph Rey ließ 1860 den Ehrenhof überbauen.
1971 erwarb der Unternehmer Victor Rolff die Burg Gladbach und führte umfangreiche Renovierungsmaßnahmen an den Gebäuden und den umgebenden Ländereien durch, so wurden unter anderem ca. 14.000 Bäume gepflanzt die von ihrem ursprünglichen Standort der Erweiterung der Dhünntalsperre weichen mussten. Vor seinem Tod gründete er die Victor-Rolff-Stiftung in die er auch die Burg einbrachte, seitdem ist die Stiftung Eigentümerin der Burg. Die Burg ist an den Tagen des offenen Denkmals frei zugänglich.